# Solanum velleum
Solanum velleum är en potatisväxtart som beskrevs av Carl Peter Thunberg. Solanum velleum ingår i släktet skattor som ingår i familjen potatisväxter. Inga underarter finns listade i Catalogue of Life.